# Marcel Varvier
Marcel Varvier, né le 18 avril 1921 à Lyon 2e (Rhône) et mort le 28 mars 2003 à Lyon 4e (Rhône), est un homme politique français.

## Biographie
Réfractaire au STO pendant la seconde guerre mondiale, Marcel Varvier est arrêté par la Gestapo en 1943, et déporté à Dora, puis Dachau et enfin Koenigsberg.
D'abord chef du personnel d'entretien dans un lycée à La Tour-du-Pin, il travaille ensuite comme indépendant dans l'électricité automobile.
En 1955, il adhère à l'Union de défense des commerçants et artisans, dirigée par Pierre Poujade.
L'année suivante, il mène la liste poujadiste dans l'Isère, et obtient 20,2 % des voix, un score très élevé, ce qui lui permet d'être élu député.
Il est aussi, cette même année, élu conseiller municipal de La Tour-du-Pin.
Bien que faisant partie du groupe Union et Fraternité française, plutôt tonitruant, Marcel Varvier est un député d'une grande discrétion, ne déposant aucun texte ni n'intervenant à la tribune.
Lors du retour de Charles de Gaulle au pouvoir, en 1958, il fait partie des députés poujadistes qui lui apportent leur soutien.
Candidat à sa réélection en novembre 1958, il n'obtient que 7 voix, et se désiste en faveur de François Perrin (CNI).
Cet échec cuisant marque la fin de sa carrière politique.

## Détail des fonctions et des mandats
Mandat parlementaire
- 2 janvier 1956 - 8 décembre 1958 : Député de l'Isère